# William Barrington (2e vicomte Barrington)
William Wildman Shute Barrington (5 janvier 1717 - 1er février 1793), est un homme politique britannique qui siège à la Chambre des communes pendant 38 ans de 1740 à 1778. Il est surtout connu pour ses deux périodes comme secrétaire à la guerre lors de la participation de la Grande-Bretagne à la guerre de Sept Ans et à la guerre d'indépendance américaine. 

## Jeunesse
Il est le fils aîné de John Barrington (1er vicomte Barrington) et de son épouse Anne, fille de sir William Daines. Le député Daines Barrington, le contre-amiral Samuel Barrington et le très révérend Shute Barrington, évêque de Durham, sont ses plus jeunes frères. Il suit une formation privée sous la tutelle de Robert Graham à Dalston, dont la famille a par la suite créé une dynastie politique . Envoyé pour poursuivre ses études à Genève, en Suisse en 1735, il passe trois ans à l'université alpine. Ayant hérité des domaines et du titre en 1734, il voyage quelque temps pour un Grand Tour. Après avoir atteint sa majorité en janvier 1738, il rentre chez lui et arrive en Angleterre en février . 

## Début de carrière politique
Comme le titre de Barrington est dans la Pairie d'Irlande cela ne lui donne pas droit à un siège à la Chambre des Lords britannique. En mars 1740, il est élu à la Chambre des communes comme député de Berwick-upon-Tweed (siège que son père a occupé de 1714 à 1723). Après s'être joint à l'opposition, Barrington prend son siège en 1741 au moment de la destitution de Walpole et vote contre un projet de loi prévoyant la gestion de la flotte au motif que cela renforcerait l'influence des "Whigs de la Cour" sur la côte . 
Barrington fait partie des membres de l'opposition consultés pour un nouveau ministère en 1744 entre les Cobhamites et les Pelhamites en exercice, révoquant Carteret et ses amis conservateurs. En février, il a rejeté deux projets de loi, l'un suspendant l'Habeas Corpus, au motif que le ministère n'a pas prouvé les rumeurs d'une invasion française imminente. L'opposition tory dirigée par Pitt est sortie de la chambre pour protester contre le discours de Barrington.  

## Whig: une carrière de département de guerre
1744 est une année critique pour le jeune ministre en exercice, avec la pression du jacobitisme. Le retour de l'armée des Flandres et le souffle du complot jacobite ont amené un changement d'allégeance. Pour le 23 janvier, lors du premier de ces votes, Barrington explique son soutien de principe à une armée permanente. Le mois suivant, il vote pour le projet de loi du Trésor. Il pilote un projet de loi phare sur la politique de la milice nationale devant le parlement, excluant les catholiques et les quakers.
Ayant pris ses fonctions à la Chambre des lords irlandaise en 1745, à l'âge de vingt-huit ans à peine, il est nommé l'un des Lord de l'Amirauté, contraint par la suite d'écrire une justification de sa conduite des affaires pendant la guerre de l'oreille de Jenkins dans laquelle d'importantes sommes ont disparu du Trésor. En 1746, Barrington est l'un des «gestionnaires» de la destitution du général des Highlands, Lord Lovat, et lord de l'amirauté en février 1746 . La guerre ayant été menée à bien en 1748, Barrington appuie une motion demandant au roi de démobiliser 16 000 soldats hanovriens en temps de paix. Barrington est également responsable de l’introduction du concept de demi-solde dans la marine, comme moyen de mettre en demi-retraite les officiers licenciés. Son projet de loi prévoit une réduction de 20 000 postes dans la marine. Lord Egmont s'oppose vigoureusement à ce projet de loi "conservateur" et les Pélhamites le font battre devant les Communes. Un projet de loi sur la quarantaine est élaboré pour prévenir la propagation des maladies infectieuses dans la flotte et pour bloquer son importation sur le continent. Le livre sur la peste de Barrington a par la suite contribué à la création d'une maison de repos pour les malades à Gray's Inn, qui est étendue aux mourants et aux souffrants de Londres. 

## Secrétaire à la guerre
À la mort de Pelham en mars 1754, le duc de Newcastle est sur le point de lui succéder en tant que premier Lord du Trésor. En devenant député pour Plymouth, Barrington demande directement un siège au Trésor, sur la recommandation de Henry Fox. En 1755, Barrington succède à Sir Thomas Robinson au poste de maître de la grande garde-robe et obtient un siège de conseiller privé. Il est nommé secrétaire à la guerre dans le cabinet du duc de Newcastle. La suprématie du gouvernement sur le commandant en chef dans le domaine des nominations politiques peut être datée du mandat de Newcastle. Barrington occupe le poste pendant six ans tout au long de la Guerre de Sept Ans, malgré la corruption notoire au ministère de la guerre en raison de son attitude à l'égard des pratiques corrompues révélées dans ses lettres . 
Peu de temps après l'arrivée au pouvoir du nouveau ministère, Minorque tombe. Barrington ordonne au 7e régiment de renforcer la garnison de Gibraltar le 21 mars 1756. Le cabinet insiste pour que le rocher soit considéré comme une base navale stratégique. Barrington transfère le détachement du gouverneur, un bataillon, au phare de Byng . Face à la menace d'une attaque de la flotte de Toulon, Barrington déclare clairement dans une lettre ultérieure que Gibraltar ne devait pas être laissé sans défense. Mais le déshonneur et l'exécution subséquents de Byng mettent en doute la loyauté de Barrington. Cumberland est dégoûté de la perte de Port Mahon, sa base navale, et la honte infligée à la discipline et à la réputation de l'armée, aggravèrent les problèmes politiques du secrétaire. Par conséquent, Barrington s'attache au patronage de Newcastle, du moins en partie, pour se maintenir. Les historiens modernes imputent à Barrington la responsabilité de la confusion résultant des ordres contradictoires. 
Pendant la guerre de Sept Ans, ses frères, l'amiral Sir Samuel Barrington et le major-général John Barrington qui dirigent le corps expéditionnaire d'assaut qui s'empare de la Guadeloupe, une colonie française, sont tous deux actifs dans les Caraïbes . Barrington reste un ami fidèle et un allié de Newcastle. Le coût de la guerre est ruineux; et Barrington refuse d'accéder à la demande du duc d'acheter l'élection de 1761 . 

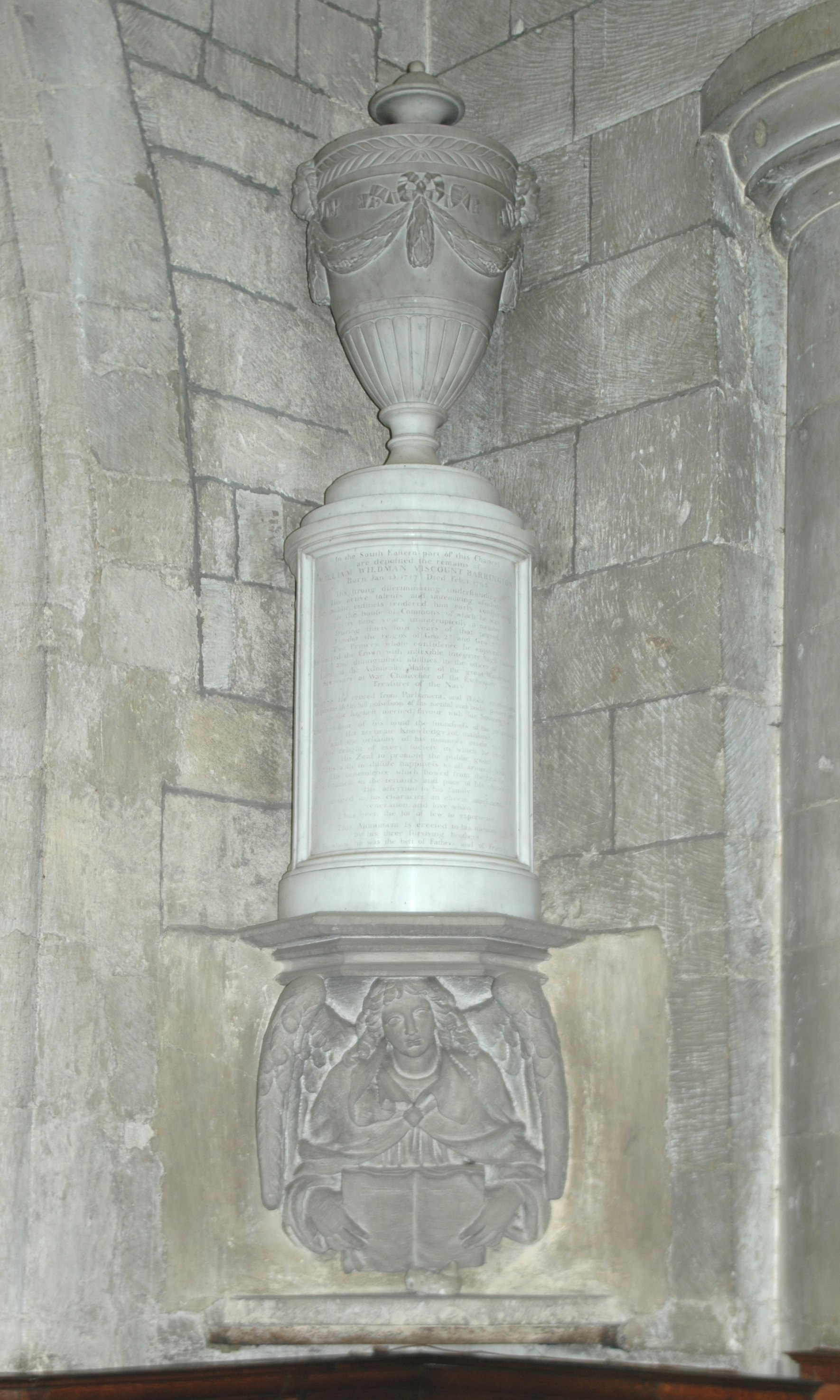
Monument en marbre à William Barrington conçu par James Wyatt et sculpté par Richard Westmacott, dans l'église paroissiale Saint-André de Shrivenham

## Tory sous George III
Le 12 mars 1761, il est muté au poste de chancelier de l'Échiquier, dix jours à peine avant la dissolution du Parlement. En 1762, le premier ministre conservateur propose à Barrington un poste de trésorier de la marine , qu'il accepte, mais reste proche du duc, qui refuse de s'opposer au nouveau ministère. Il a probablement joué un rôle déterminant dans la réconciliation entre Newcastle et Cumberland, longtemps rivaux aigris, car dans une lettre adressée à Barrington le 11 juillet, il a signé "votre ami affectueux" . En outre, il conseille vivement à son ami whig de se joindre aux conservateurs . L'adhésion de Barrington au ministère de Bute, malgré son amitié avec Newcastle, qui est à l'apogée de ses pouvoirs, est, a-t-il affirmé, pour être un "serviteur de la Couronne". 
La démission du duc de Devonshire, craignait-il, déstabiliserait l'administration . Lors d'une réunion à Newcastle House, à Londres, le 11 novembre, le duc pressa Barrington de mettre fin à son soutien, sachant que le ministère tomberait, ce qu'il fit en avril 1763. Pourtant, pendant son mandat, le vicomte ne s'est jamais rendu à Claremont, a défendu les principes bipartites et est resté en bons termes avec Bute, Grenville, Egremont et Halifax.      

## Le problème des colonies
Barrington a sa part de responsabilité dans la perte des colonies américaines. En 1765, les whigs du cabinet de Rockingham veulent abroger le Stamp Act, mais Barrington fait partie de la minorité qui insiste pour que les Américains paient leur part . Le ministère se caractérise par sa ligne dure face à des problèmes juridiques complexes. 
En 1775, Barrington ordonne à un général réticent, Burgoyne, de prendre le commandement des forces britanniques sur le théâtre de guerre nord-américain . Les deux hommes partagent la même stratégie. Barrington est responsable de l'armée, mais le déploiement stratégique de la Royal Navy est le seul moyen de vaincre les rebelles. Le blocus et l'étranglement du commerce colonial devraient être couplés à une grande armée permanente, a-t-il déclaré. Mais il ne devrait pas poursuivre «une chasse à l'oie sauvage» d'Américains dans les campagnes. La défaite de Burgoyne à Saratoga se termine en disgrâce et il revient en Angleterre . Même Barrington n’est pas totalement convaincu de la capacité de Burgoyne à résister à la corruption et à la pratique des achats à commission, un problème qu’il a aidé à résoudre. Barrington, reste en poste jusqu'en décembre 1778, date à laquelle les whigs de Rockingham reprennent le contrôle de la majorité aux Communes. 
Comme North, Barrington déteste la révolution américaine . Il est ministre depuis trente ans, est fatigué et veut prendre sa retraite à soixante ans. Le roi George III veut qu'il quitte les Communes mais reste ministre, mais la position constitutionnelle correcte pour tout ministre est au parlement, en particulier pour un secrétaire à la guerre. Le 29 octobre 1777, Barrington demande à nouveau les Chiltern Hundreds. La défaite catastrophique de Burgoyne est le catalyseur. Il est autorisé à partir le 24 mai 1778, mais est contraint de rester au War Office jusqu'à Noël. 

## Demi-retraite
Pendant quatre mois, en 1782, Barrington est nommé maître de poste. La mort de son prédécesseur laisse un poste vacant au Cabinet. Barrington est le candidat le plus qualifié, mais doit renoncer à une généreuse pension pour être admissible. La défaite de Lord North amène toutefois les grands amis de l'Amérique à conclure le Traité de Paris, obligeant Barrington à démissionner en avril. Shelburne s'est toujours opposé aux tentatives du roi d'empêcher l'indépendance coloniale américaine; et retient sa pension de liste civile de 2000 £ qui lui a été réglée par le roi . Barrington fait appel directement à George III qui assure qu'il serait "renouvelé et maintenu" pour le service public jusqu'à sa mort . 

## Famille
Lord Barrington épouse Mary, fille de Henry Lovell et veuve de l'hon. Samuel Grimston, en 1740. Il n'y a pas d'enfants survivants du mariage. Elle est décédée en septembre 1764. Barrington reste veuf jusqu'à sa mort dans son domaine rural, Beckett Hall à Shrivenham à Berkshire (aujourd'hui Oxfordshire), en février 1793, à l'âge de 76 ans. Il est enterré à l'église paroissiale de St. Andrew, Shrivenham. Son neveu William Barrington lui succède comme vicomte. 